# 歐陽鷙
歐陽鷙（1913年—1991年），字無畏，法名君庇亟美（chos vphel vjigs med），生於江西興國，漢族，藏傳佛教格魯派比丘，曾任國史館纂修、政治大學教授，在台灣教授西藏語文與佛學課程，被稱為「臺灣藏學之父」。

## 生平
其父歐陽秋帆。
在東北長大。1930年畢業於馮庸大學政治系。
1933年，至西寧，受聘於青海省立第一師範學校，教授英文等課程。
1934年，參與西藏巡禮團，隨同青海省政府秘書長黎丹等人進入西藏。於西藏哲蚌寺果芒扎倉出家。他在西藏學法七年，其間，在1937年由拉薩出發，經後藏，至尼泊爾加德滿都，寫成《藏尼遊記》一書。1938年，經翠南抵大旺，調查英軍在此地的活動，寫成《大旺調查記》。
1940年，歐陽鷙完成在哲蚌寺的學業，返回重慶。1946年，應聘東北行轅政治委員會，擔任秘書。1948年，由東北返南京，計劃再度入藏，除為了取得格西學位外，也肩負偵查西藏軍事情報的任務。1949年，再度回到拉薩，重回哲蚌寺果芒扎倉，準備格西考試。
1950年，歐陽鷙列名候補哲西，準備參加下半年的哲西資格考試。但因中國人民解放軍進逼拉薩，在未取得格西資格前，於1951年由西藏逃亡至印度。1952年來到台灣，1961年起，任國史館纂修及政治大學教授。
1991年過世，享壽78歲，僧臘58，戒臘33。

## 著作
著有《藏尼遊記》、《大旺調查記》。

## 外部連結
- 蕭金松〈歐陽無畏教授（君庇亟美喇嘛）的學術貢獻與影響〉 （页面存档备份，存于） 存檔